# Goldmünzschatz aus Riegel
Der keltische Goldmünzschatz aus Riegel wurde im Jahre 2001 in einer seit 1944 bekannten Siedlung der jüngeren Latènezeit im baden-württembergischen Riegel am Kaiserstuhl gefunden. Es handelt sich um den ersten keltischen Goldmünzschatzfund aus Baden-Württemberg, der zudem bei einer planmäßigen Grabung geborgen wurde. 

## Beschreibung

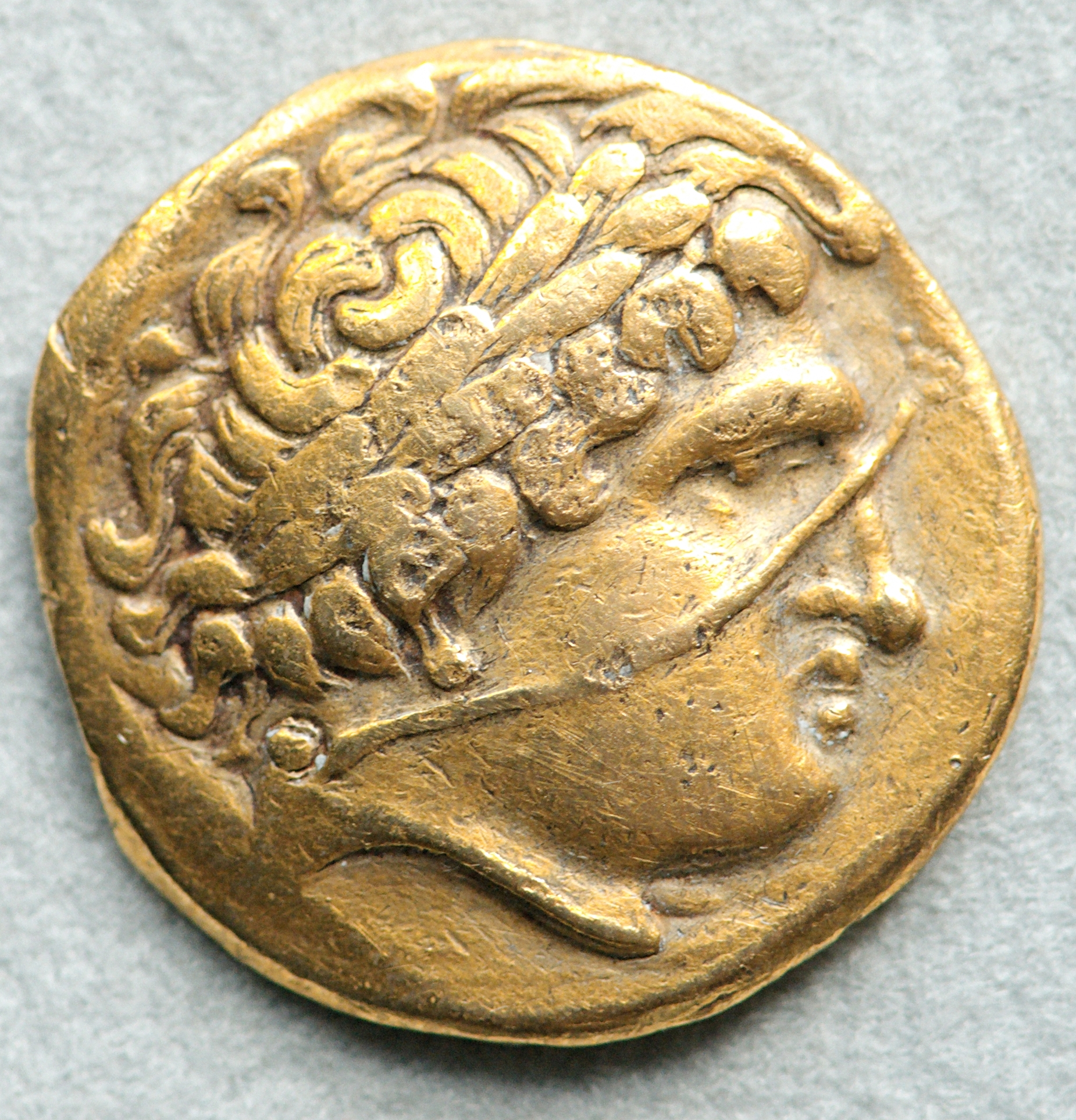
Keltische Imitation des Staters Philipps II. – hier in einwandfreier Prägung

Die nicht vollständig ausgegrabene, unbefestigte Siedlung von Riegel liegt verkehrsgünstig am Hochufer der früher schiffbaren Elz, einem Nebenfluss des Rheins und erstreckt sich auf einer Länge von mindestens 350 m. Unter der mächtigen Kiesschicht einer Römerstraße waren Grubenhäuser, unvollständige Grundrisse einschiffiger Pfostenbauten und Sechspfostenspeicher nachzuweisen. Von Interesse war auch der Aufschluss eines Töpferofens mit gegenständiger Bedienungs- und Feuerungsgrube, in denen sich in Fehlbrände von mit Glättmustern verzierter Keramik fanden. Auffallend ist bei der Lage der Siedlung das bisherige Fehlen von Amphorenscherben. 
In der latènezeitlichen Kulturschicht fand sich in 0,15 m Tiefe ein Schatz aus 27 Goldmünzen. Sie waren in einem kleinen scheibengedrehten Gefäß niedergelegt, welches vor Anlage der römischen Straße von einem Pflug zerstört wurde. 11 Münzen lagen noch in dem Gefäß, die restlichen 16 waren leicht in einer Richtung verzogen. An der Zusammengehörigkeit besteht kein Zweifel. Fast alle Münzen sind prägefrisch und bestehen aus einer Gold-Silber-Kupfer-Legierung. Der Goldanteil liegt bei 37 %. Aufgrund der Legierung liegt das Gewicht bei etwa 6,6 g. Die Münzen sind Imitationen des Staters Philipps II. von Makedonien, der auf der Vorderseite das Kopfbild des Gottes Apoll und auf der Rückseite die Darstellung eines Gespanns mit Wagenlenker trägt. Die Münzbilder sind teilweise flau und unvollständig abgeschlagen, da die Prägestempel stark abgenutzt waren.

## Datierung
Die Legierung der Münzen, das geringere Gewicht, aber auch die Kleinfunde aus der Siedlung, darunter neben den bekannten Potinmünzen vom Leuker- bzw. Sequanertyp und 17 Exemplaren einer geschüsselten Bronzemünze, die bisher nur aus dieser Siedlung bekannt ist, sprechen für eine Datierung um die Mitte des 2. Jahrhunderts v. Chr.